# 농부아 핏차야 FC
농부아 피치야 FC(태국어 : สโมสรฟุตบอลหนองบัว พิชญ)는 농부아람푸주에 연고지를 둔 태국의 프로 축구 클럽으로 현재 태국 축구 리그의 타이 리그2.
이 클럽은 2010년 농부아람푸주 므앙농부아람푸군 에서 창단되어 현재 농부아람푸주 경기장이라는 홈 구장을 지니고 있으며 2010년 태국 축구 리그 시스템에 처음 입성해 태국 축구 리그 3부 리그인 타이 디비전 2 리그 (북동부 지역)에 참여했고 2017년에는 2016년 지역 리그 디비전 2에서 우승한 후 처음으로 타이 리그 2로 승격되었다.

## 선수 명단

### 현역
- 바로스 타르델리(2022–2023)

## 역대 감독
| 감독        | 임기 |
| ----------- | ---- |
| 간베 스가오 | 2019 |